# باشگاه فوتبال والنسیا (هائیتی)
باشگاه فوتبال والنسیا یک باشگاه فوتبال حرفه‌ای است که در لئوگانه، هائیتی واقع شده است. این باشگاه در لیگ هائیتین بازی می‌کند. این باشگاه در سال ۲۰۱۲ قهرمان لیگ کشورش شد.